# Wikstroemia pampaninii
Wikstroemia pampaninii är en tibastväxtart som beskrevs av Alfred Rehder. Wikstroemia pampaninii ingår i släktet Wikstroemia och familjen tibastväxter. Inga underarter finns listade i Catalogue of Life.